# Гийом (кантон)
Гийо́м (фр. Guillaumes) — упразднённый кантон во Франции, в регионе Прованс — Альпы — Лазурный Берег, департамент Приморские Альпы. Входил в состав округа Ницца. Код INSEE кантона — 06 11.
До марта 2015 года в состав кантона Гийом входило 9 коммун, административный центр располагался в коммуне Гийом.

## Состав кантона
| Коммуна             | Население, чел. (1999) | Почтовый индекс | Код INSEE |
| ------------------- | ---------------------- | --------------- | --------- |
| Антрон              | 125                    | 06470           | 06056     |
| Бёй                 | 334                    | 06470           | 06016     |
| Вильнёв-д’Антрон    | 73                     | 06470           | 06160     |
| Гийом               | 589                    | 06470           | 06071     |
| Далюи               | 132                    | 06470           | 06053     |
| Пеон                | 682                    | 06470           | 06094     |
| Сен-Мартен-д’Антрон | 88                     | 06470           | 06125     |
| Соз                 | 100                    | 06470           | 06133     |
| Шатонёф-д’Антрон    | 56                     | 06470           | 06040     |

## Население
Население кантона на 2007 год составляло 2 573 человека.
| 1962 | 1968 | 1975 | 1982 | 1990 | 1999  | 2006 | 2007  | 2008 |
| ---- | ---- | ---- | ---- | ---- | ----- | ---- | ----- | ---- |
| —    | —    | —    | —    | —    | 2 179 | —    | 2 573 | —    |

По закону от 17 мая 2013 и декрету от 24 февраля 2014 года количество кантонов в департаменте Приморские Альпы уменьшилось с 52-х до 27-ми. Новое территориальное деление департаментов на кантоны вступило в силу во время выборов 2015 года. После реформы кантон был упразднён. Коммуны переданы с состав кантона Ванс (округ Ницца).